# Louis Toussaint Jullien-Dubois
Louis Toussaint Jullien-Dubois est un homme politique français né le 25 août 1736 à Mortagne-au-Perche et décédé le 5 septembre 1806 à Paris.
Homme de loi à Bellême, il est député de l'Orne à la Convention, votant la mort de Louis XVI.

## Sources
- « Louis Toussaint Jullien-Dubois », dans Adolphe Robert et Gaston Cougny, Dictionnaire des parlementaires français, Edgar Bourloton, 1889-1891 [détail de l’édition]